# État de Wu
Pour les articles homonymes, voir Wu.
XIe siècle av. J.-C. – -473
Entités précédentes :
- Dynastie Zhou

Entités suivantes :
- Yue

Le Wu (吳) était un État chinois lors de la période des Printemps et des Automnes. Le royaume s'étendait autour de l'embouchure du Yangzi Jiang, alors appelé Fleuve Bleu, à l'est du royaume de Chu. Considéré comme un État semi-barbare par les historiens de la Chine ancienne, sa capitale était Suzhou.

## Les origines
Selon Sima Qian, les souverains de Wu prétendaient descendre de Taibo, l'oncle aîné du roi Wen Wang de Zhou. Réalisant que son frère cadet, Jili, était plus sage que lui, et méritait davantage le trône, Taibo aurait fui au Wu et s'y serait installé. Trois générations plus tard, le roi Wu de Zhou, fils du roi Wen, défaisait le dernier souverain Yin, et offrait le fief de Wu aux descendants de Taibo.

## Apogée et déclin
L'État de Jin aida le Wu à gagner en puissance, voyant en cet État un allié utile contre l'État de Chu. En -584, Wu se rebella contre l'autorité du Chu dans le sud, après que son dirigeant ait été persuadé par Wuchen, un ministre du Jin qui avait déserté du Chu.
À partir de là, Wu fut une menace constante pour le Chu, sur sa frontière sud-est, jusqu'à sa destruction.
En -506, le Wu lança une attaque surprise et occupa la capitale du Chu. Le Wu fut alors brièvement une des nations les plus puissantes, capable de mener d'autres campagnes dans le nord, et défaisant l'État de Qi en -484.
Ironiquement, c'est d'un autre jeune royaume naissant du sud, l'État de Yue, que vint la menace. Le royaume de Chu aidait secrètement l'État de Yue, dans le but de contrer l'ennemi Wu. Le Wu emporta d'abord une victoire majeure contre le Yue en -494, mais ne parvint pas à soumettre complètement son ennemi. Le Yue soudoyait secrètement un important ministre du Wu.
Alors que le Wu était engagé dans une campagne militaire dans le nord, Yue lança une offensive par surprise sur le territoire de Wu en -482, et prit la capitale. Par la suite, Yue conquit le Wu en -473.
Les Wu et les Yue étaient des maîtres en métallurgie, fabriquant des armes d'excellente facture, comme le fer de lance du Roi Fuchai ou l'épée du prince Guang (le nom du roi He Lu avant son avènement).

## Anecdote
L’inscription 昌門 (chāng mén), littéralement la "porte prospère", parfois visible sur les gâteaux de lune, correspond au nom de l’une des portes donnant accès à l’État de Wu.